# Waimate
Waimate ist eine Stadt im Waimate District der Region Canterbury auf der Südinsel Neuseelands. Die Stadt ist Sitz des Waimate District Council.

## Geographie
Die Stadt Waimate liegt rund 40 km südsüdwestlich von Timaru und rund 41 km nördlich von Oamaru zwischen den Bergen des 958 m hohen Mount Shrives und dem 1086 m hohen Mount Studholme auf der westlichen Seite und der Wainono Lagoon sowie der Küste zum Pazifischen Ozean aus der östlichen Seite. Durch die Stadt fließt der Waimate Creek, der rund 9 km östlich in den Pazifischen Ozean mündet.

## Geschichte
Waimate war von 1877 bis 1966 über die Nebenstrecke des Waimate Branch bei Studholme rund 7 km weiter östlich mit dem South Island Main Trunk Railway verbunden. Für etwa 70 Jahre führte die Linie über Waimate hinaus bis nach Waihao Downs. Diese Verlängerung wurde 1953 eingestellt und die gesamte Nebenstrecke am 31. März 1966. Damit war Waimate die erste bedeutendere Stadt in Neuseeland, die den Eisenbahnanschluss verlor.

## Bevölkerung
Zum Zensus des Jahres 2013 zählte die Stadt 2778 Einwohner, 2,0 % weniger als zur Volkszählung im Jahr 2006.

## Infrastruktur

### Straßenverkehr
Durch Waimate führt der New Zealand State Highway 82, der rund 7 km nordöstlich Anschluss an den New Zealand State Highway 1 findet und nach Westen in dem 46 km östlich liegenden Kurow endet und dort Anschluss an den New Zealand State Highway 83 bekommt.

### Schienenverkehr
Die Eisenbahnstrecke des South Island Main Trunk Railway führt fast parallel zum State Highway 1 rund 6 km östlich an der Stadt vorbei, ohne einen Haltepunkt für die Stadt zu haben.

### Bildungswesen
Die Stadt verfügt über drei Grundschulen, mit der Waimate Main School, eine mit den Jahrgangsstufen 1 bis 6, die von 79 Schüler im Jahr 2017 besucht wurde, mit der Waimate Centennial School, eine Grundschule mit den Jahrgangsstufen 1 bis 6, die von 171 Schülern besucht wurde und mit der St Patrick's School, eine Grundschule mit den Jahrgangsstufen 1 bis 8, die von 35 Schüler besucht wurde.

## Sehenswürdigkeiten
- Die Kirche St. Augustine's Church an der John Stree wurde 1872 von dem bekannten neuseeländischen Architekten Benjamin Mountfort entworfen.
- Im Stadtzentrum befindet sich eine Marmorstatue der Zealandia, die als Waimate South African War Memorial an den Zweiten Burenkrieg in Südafrika erinnert.[6] Es ist landesweit eine von zwei Statuen, die andere steht in Palmerston.
- Die Stadt ist in Neuseeland für die Population von Rotnackenwallabys bekannt, die aus Australien eingeführt wurden und nun wild in den ländlichen Regionen um die Stadt herum leben. Sie werden auch in Farmen gezüchtet und manchmal für Zoos exportiert.

## Sport
Der Waimate Rugby Football Club nimmt am Spielbetrieb in South Canterbury teil. Der Club gehört der South Canterbury Rugby Football Union an. In Waimate befindet sich eine Golfclub nordwestlich der Stadt.

## Veranstaltungen
- Waimate Winter Show, findet jährlich in der ersten Juliwoche im Waimate Stadium statt.
- March Hare Motorcycle Rally, ein am ersten Märzwochenende stattfindendes Motorradrennen
- South Canterbury Busking Festival
- Waimate 50 Street Race
- Waimate Strawberry Fare (Erdbeermesse)
- Waimate Woodcraft Expo
- Waimate Shears
- Waimate Rodeo am 27. Dezember

## Trivia
Der Film The Waimate Conspiracy wurde in Waimate gedreht.

## Persönlichkeiten
- Frances Parker (1875–1924), neuseeländisch-britische Suffragette und Kämpferin für das Frauenwahlrecht in Großbritannien
- Norman Kirk (1923–1974), Politiker (Labour Party) und 29. Premierminister von Neuseeland
- A. M. Hamilton, bekannt als Erbauer der Hamilton Road durch Kurdistan und für die Entwicklung des Callender-Hamilton-Brückensystems.
- Eric Batchelor, der meistdekorierte Unteroffizier des Commonwealth im Zweiten Weltkrieg.
- Howard Kippenberger, Generalmajor und kommandierender Offizier der neuseeländischen Truppen in Nordafrika während des Zweiten Weltkrieges. Er verbrachte einen großen Teil seiner frühen Kindheit in Waimate auf der Farm seines Vaters.